# アレクシス・ヘンドリー
アレクシス・ヘンドリー（Alexis Handley、1998年2月24日 - ）は、アメリカ合衆国オハイオ州アクロン出身の女子ソフトボール選手（投手）。ニックネームはレクシー。

## 経歴
5歳の時にソフトボールを始める。アクロン大学（アクロン・ジップス）、オーバーン大学（オーバーン・タイガース）で投手として活躍後、2021年にオハイオ州立大学（オハイオステート・バックアイズ）の大学院に編入し、スポーツコーチングの修士号を取得。
2022年からイタリア・セリエA1のサロンノでプレー。チームはこの年、国内リーグのセリエA1、国内カップ戦のコッパ・イタリア、国際カップ戦（カップウィナーズカップ）のコッパ・デッレ・コッペの3つのタイトルを獲得した。
2023年はJDリーグのデンソーブライトペガサスでプレー。

## 人物・エピソード
尊敬するスポーツ選手としてソフトボール・元アメリカ代表のジェニー・フィンチの名前をあげている。

## 詳細情報

### 背番号
- 99（2023）